# Троїцький (Алейський район)
Тро́їцький (рос. Троицкий) — селище у складі Алейського району Алтайського краю, Росія. Входить до складу Завітоільїчівської сільської ради.

## Населення
Населення — 74 особи (2010; 159 у 2002).
Національний склад (станом на 2002 рік):
- росіяни — 94 %